# Варсонофий (Гриневич)
Архиепископ Варсонофий (в миру Константин Диомидович Гриневич; 16 (28) мая 1875, Катынь, Смоленский уезд, Смоленская губерния — 13 марта 1958, Калинин) — епископ Русской православной церкви, архиепископ Калининский и Кашинский. Духовный писатель.

## Биография
Родился 16 мая 1875 года в деревне Катынь Смоленского уезда и губернии в бедной крестьянской семье. В 2 года потерял мать.
По окончании министерского 2-классного училища в селе Досугове в 1889 году поступил во 2-й класс Мстиславского духовного училища.
В 1898 году окончил Могилёвскую духовную семинарию по первому разряду, был принят на казённый счёт в Казанскую духовную академию, которую окончил в 1902 году со степенью кандидата богословия.
В том же 1902 году женился, преподавал русский язык, историю и географию в Горы-Горецком земледельческом училище, потом в Казанском земледельческом училище и Никитском училище садоводства и виноделия вблизи Ялты.
В 1908 году поступил секретарём и чиновником особых поручений в Смоленскую казённую палату, одновременно преподавал в смоленских мужских гимназиях.
В 1911 году был казначеем Краснинского уездного казначейства Смоленской губернии, позднее Бельского уездного казначейства, с 1914 года — податным инспектором Бельского уезда.
В 1917—1920 годах заведовал школой 2-й ступени в Горецком уезде.
В октябре 1920 года, после смерти сына, был рукоположён во священника архиепископом Могилёвским Константином и направлен в бедный приход деревни Шарипы Горецкого уезда, чтобы быть неподалёку от могилы сына.
В 1921 году перешёл в село Городец того же уезда.
В 1922 году, по выбору прихожан, был назначен в Петропавловскую церковь на Луполове в Могилёве и благочинным храмов города. В том же году овдовел.
20 июня 1927 года арестован и приговорён к 5 годам лагерей, наказание отбывал в Соловецком лагере особого назначения.
В 1931 году по болезни и старости был освобождён с заменой недостающего срока высылкой в Онежский край. Осенью 1932 года освобождён с правом повсеместного проживания.
Служил священником в Московской области. С июня 1937 года был за штатом по болезни. Затем с декабря 1937 года — вновь служил в Московской области. С января 1941 года — за штатом по болезни. С июля 1941 года — вновь служит. В 1942—1945 годы состоял благочинным. Протоиерей; с 1 мая 1945 года настоятель Покровской церкви на Лыщиковой горе в Москве.
14 декабря 1945 года епископом Можайским Макарием (Даевым) был пострижен в монашество с именем с именем Варсонофий в честь святителя Варсонофия, епископа Тверского. 17 декабря был возведён в сан архимандрита.
30 декабря 1945 года был хиротонисан во епископа Гродненского и Барановичского. Хиротонию совершали патриарх Московский и всея Руси Алексий I; митрополиты Киевский и Галицкий Иоанн (Соколов), Ленинградский и Новгородский Григорий (Чуков); архиепископы Виленский и Литовский Корнилий (Попов), Тамбовский и Мичуринский святитель Лука (Войно-Ясенецкий), и Новосибирский и Барнаульский Варфоломей (Городцов).
Придавал большое значение повышению образовательного уровня и авторитета духовенства. В 1946 и 1947 годах организовал в городе Гродно краткосрочные (месячные) богословско-пастырские курсы и обязал учиться на них клириков епархии. Сам читал лекции на курсах, приглашал преподавателей из светских учебных заведений. Обращался к местному уполномоченному Совета по делам РПЦ за разрешением создать при кафедральном соборе братство. Такая активность не осталась без последствий − через 3 года епископа перевели в одну из отдалённых епархий в азиатской части СССР.
С 18 ноября 1948 года — епископ Семипалатинский и Павлодарский.
С 31 октября 1950 года — епископ Чкаловский и Бузулукский. 16 ноября 1953 года уволен на покой согласно прошению.
С 29 июля 1954 года — епископ Калининский и Кашинский (после скандального удаления с кафедры архиепископа Алексия (Сергеева)).
С 31 июля 1954 по 8 февраля 1956 года временно управлял Великолукской епархией.
Активно поддерживал «всякое начинание, направленное на расширение и активизацию церковной деятельности» (из отчёта уполномоченного по Калининской области). Особо заботился о восстановлении храмов. Возобновил богослужения во всех храмах епархии, распорядился совершать во всех храмах епархии ежедневные службы, за которыми должны были читаться проповеди. Увеличил штат духовенства, преимущественно за счёт священнослужителей из Западной Белоруссии и Украины. Часто посещал приходы.
8 февраля 1956 года был возведён в сан архиепископа.
За несколько месяцев до кончины ослабел, но продолжал служить, до последних дней занимался епархиальными делами.
Скончался 13 марта 1958 года. Отпевание совершил постригавший его архиепископ Можайский Макарий. Погребён на Николо-Малицком кладбище Твери.

## Сочинения
- Церковь св. мч. Бориса и Глеба на Коложе в Гродно // Журнал Московской Патриархии. 1947. — № 3. — С. 50-51.
- Из Гродненской епархии (погребение настоятельницы Гродненского женского монастыря игумении Серафимы) // Журнал Московской Патриархии. 1947. — № 7. — С. 78-79.
- Слово при погребении настоятельницы Гродненского женского монастыря, игуменьи Серафимы. Погребена 16 июня // Журнал Московской Патриархии. 1947. — № 8. — C. 40.
- Вторые Богословско-Пастырские курсы в г. Гродно // Журнал Московской Патриархии. 1947. — № 8. — С. 40.
- Гродненский Рождества Богородицы монастырь // Журнал Московской Патриархии. 1947. — № 12. — С. 47-48.